# Alemania en la Eurocopa 2024
La Selección de fútbol de Alemania fue una de las 24 selecciones participantes en la Eurocopa 2024, torneo que se disputó en Alemania entre el 14 de junio y el 14 de julio de 2024. Por ser el anfitrión del torneo fue el primer equipo en clasificarse al certamen.

## Preparación

### Partidos previos
Datos correspondientes al periodo entre la finalización de la Copa Mundial de Fútbol de 2022 y el inicio de la Eurocopa 2024
| Fecha                    | Ciudad           | Competición |                |                           | Resultado |                             |              |
| ------------------------ | ---------------- | ----------- | -------------- | ------------------------- | --------- | --------------------------- | ------------ |
| 25 de marzo de 2023      | Mainz            | Amistoso    | Alemania       | Bandera de Alemania       | 2:0 (2:0) | Bandera de Perú             | Perú         |
| 28 de marzo de 2023      | Köln             | Amistoso    | Alemania       | Bandera de Alemania       | 2:3 (1:2) | Bandera de Bélgica          | Bélgica      |
| 12 de junio de 2023      | Bremen           | Amistoso    | Alemania       | Bandera de Alemania       | 3:3 (1:2) | Bandera de Ucrania          | Ucrania      |
| 16 de junio de 2023      | Varsovia         | Amistoso    | Polonia        | Bandera de Polonia        | 1:0 (1:0) | Bandera de Alemania         | Alemania     |
| 20 de junio de 2023      | Gelsenkirchen    | Amistoso    | Alemania       | Bandera de Alemania       | 0:2 (0:0) | Bandera de Colombia         | Colombia     |
| 9 de septiembre de 2023  | Wolfsburgo       | Amistoso    | Alemania       | Bandera de Alemania       | 1:4 (1:2) | Bandera de Japón            | Japón        |
| 12 de septiembre de 2023 | Dortmund         | Amistoso    | Alemania       | Bandera de Alemania       | 2:1 (1:0) | Bandera de Francia          | Francia      |
| 14 de octubre de 2023    | East Hartford    | Amistoso    | Estados Unidos | Bandera de Estados Unidos | 1:3 (1:1) | Bandera de Alemania         | Alemania     |
| 17 de octubre de 2023    | Filadelfia       | Amistoso    | México         | Bandera de México         | 2:2 (1:1) | Bandera de Alemania         | Alemania     |
| 18 de noviembre de 2023  | Berlín           | Amistoso    | Alemania       | Bandera de Alemania       | 2:3 (1:3) | Bandera de Turquía          | Turquía      |
| 21 de noviembre de 2023  | Viena            | Amistoso    | Austria        | Bandera de Austria        | 2:0 (1:0) | Bandera de Alemania         | Alemania     |
| 23 de marzo de 2024      | Décines-Charpieu | Amistoso    | Francia        | Bandera de Francia        | 0:2 (0:1) | Bandera de Alemania         | Alemania     |
| 26 de marzo de 2024      | Fráncfort        | Amistoso    | Alemania       | Bandera de Alemania       | 2:1 (1:1) | Bandera de los Países Bajos | Países Bajos |
| 3 de junio de 2024       | Núremberg        | Amistoso    | Alemania       | Bandera de Alemania       | 0:0       | Bandera de Ucrania          | Ucrania      |
| 7 de junio de 2024       | Mönchengladbach  | Amistoso    | Alemania       | Bandera de Alemania       | 2:1 (0:1) | Bandera de Grecia           | Grecia       |

### Amistosos previos
| 25 de marzo de 2023 | Alemania            | 2:0 (2:0) | Perú | MEWA Arena, Mainz                                                      |                                                                        |
| 20:45 (UTC+1)       | - Füllkrug 12', 33' | Reporte   |      | Asistencia: 25 358 espectadores Árbitro(s): Maria Sole Ferrieri Caputi | Asistencia: 25 358 espectadores Árbitro(s): Maria Sole Ferrieri Caputi |

| Uniformes | Uniformes |
| --------- | --------- |
|           |           |

| 28 de marzo de 2023 | Alemania                    | 2:3 (1:2) | Bélgica                                   | RheinEnergieStadion, Köln                                 |                                                           |
| 20:45 (UTC+2)       | - Füllkrug 44' - Gnabry 87' | Reporte   | - Carrasco 6' - Lukaku 9' - De Bruyne 78' | Asistencia: 42 910 espectadores Árbitro(s): Willy Delajod | Asistencia: 42 910 espectadores Árbitro(s): Willy Delajod |

| Uniformes | Uniformes |
| --------- | --------- |
|           |           |

| 12 de junio de 2023 | Alemania                                           | 3:3 (1:2) | Ucrania                           | Weserstadion, Bremen                                                |                                                                     |
| 18:00 (UTC+2)       | - Füllkrug 6' - Havertz 83' - Kimmich 90+3' (pen.) | Reporte   | - Tsyhankov 19' 56' - Rüdiger 23' | Asistencia: 35 795 espectadores Árbitro(s): Anastasios Sidiropoulos | Asistencia: 35 795 espectadores Árbitro(s): Anastasios Sidiropoulos |

| Uniformes | Uniformes |
| --------- | --------- |
|           |           |

| 16 de junio de 2023 | Polonia      | 1:0 (1:0) | Alemania | PGE Narodowy, Varsovia                                     |                                                            |
| 20:45 (UTC+2)       | - Kiwior 31' | Reporte   |          | Asistencia: 57 098 espectadores Árbitro(s): Orel Grinfeeld | Asistencia: 57 098 espectadores Árbitro(s): Orel Grinfeeld |

| Uniformes | Uniformes |
| --------- | --------- |
|           |           |

| 20 de junio de 2023 | Alemania | 0:2 (0:0) | Colombia                         | VELTINS-Arena, Gelsenkirchen                                 |                                                              |
| 20:45 (UTC+2)       |          | Reporte   | - Díaz 54' - Cuadrado 82' (pen.) | Asistencia: 50 421 espectadores Árbitro(s): Halil Umut Meler | Asistencia: 50 421 espectadores Árbitro(s): Halil Umut Meler |

| Uniformes | Uniformes |
| --------- | --------- |
|           |           |

| 09 de septiembre de 2023 | Alemania   | 1:4 (1:2) | Japón                                           | Volkswagen-Arena, Wolfsburgo                              |                                                           |
| 20:45 (UTC+2)            | - Sané 19' | Reporte   | - Ito 11' - Ueda 22' - Asano 90' - Tanaka 90+2' | Asistencia: 24 980 espectadores Árbitro(s): João Pinheiro | Asistencia: 24 980 espectadores Árbitro(s): João Pinheiro |

| Uniformes | Uniformes |
| --------- | --------- |
|           |           |

| 12 de septiembre de 2023 | Alemania               | 2:1 (1:0) | Francia         | Signal Iduna Park, Dortmund                                |                                                            |
| 20:45 (UTC+2)            | - Müller 4' - Sané 87' | Reporte   | - Griezmann 89' | Asistencia: 60 486 espectadores Árbitro(s): Anthony Taylor | Asistencia: 60 486 espectadores Árbitro(s): Anthony Taylor |

| Uniformes | Uniformes |
| --------- | --------- |
|           |           |

| 14 de octubre de 2023 | Estados Unidos | 1:3 (1:1) | Alemania                                    | Pratt & Whitney Stadium at Rentschler Field, East Hartford    |                                                               |
| 14:00 (UTC-4)         | Pulisic 27'    | Reporte   | - Gündoğan 39' - Füllkrug 58' - Musiala 61' | Asistencia: 40 000 espectadores Árbitro(s): Fernando Guerrero | Asistencia: 40 000 espectadores Árbitro(s): Fernando Guerrero |

| Uniformes | Uniformes |
| --------- | --------- |
|           |           |

| 17 de octubre de 2023 | México                        | 2:2 (1:1) | Alemania                     | Lincoln Financial Field, Filadelfia                        |                                                            |
| 20:00 (UTC-4)         | - Antuna 37' - É. Sánchez 47' | Reporte   | - Rüdiger 25' - Füllkrug 51' | Asistencia: 62 284 espectadores Árbitro(s): Rubiel Vázquez | Asistencia: 62 284 espectadores Árbitro(s): Rubiel Vázquez |

| Uniformes | Uniformes |
| --------- | --------- |
|           |           |

| 18 de noviembre de 2023 | Alemania                    | 2:3 (1:3) | Turquía                                         | Olympiastadion, Berlín                                         |                                                                |
| 20:45 (UTC+1)           | - Havertz 5' - Füllkrug 48' | Reporte   | - Kadıoğlu 38' - Yıldız 45+2' - Sari 70' (pen.) | Asistencia: 72 592 espectadores Árbitro(s): Bartosz Frankowski | Asistencia: 72 592 espectadores Árbitro(s): Bartosz Frankowski |

| Uniformes | Uniformes |
| --------- | --------- |
|           |           |

| 21 de noviembre de 2023 | Austria                          | 2:0 (1:0) | Alemania | Estadio Ernst Happel, Viena                               |                                                           |
| 20:45 (UTC+1)           | - Sabitzer 29' - Baumgartner 73' | Reporte   |          | Asistencia: 46 000 espectadores Árbitro(s): Slavko Vinčić | Asistencia: 46 000 espectadores Árbitro(s): Slavko Vinčić |

| Uniformes | Uniformes |
| --------- | --------- |
|           |           |

| 23 de marzo de 2024 | Francia | 0:2 (0:1) | Alemania                 | Parc Olympique Lyonnais, Décines-Charpieu                     |                                                               |
| 20:45 (UTC+1)       |         | Reporte   | - Wirtz 1' - Havertz 49' | Asistencia: 59 186 espectadores Árbitro(s): Jesús Gil Manzano | Asistencia: 59 186 espectadores Árbitro(s): Jesús Gil Manzano |

| Uniformes | Uniformes |
| --------- | --------- |
|           |           |

| 26 de marzo de 2024 | Alemania                                | 2:1 (1:1) | Países Bajos | Deutsche Bank Park, Fráncfort                           |                                                         |
| 20:45 (UTC+1)       | - Mittelstädt 11' - Niclas Füllkrug 85' | Reporte   | - Veerman 4' | Asistencia: 48 390 espectadores Árbitro(s): Espen Eskås | Asistencia: 48 390 espectadores Árbitro(s): Espen Eskås |

| Uniformes | Uniformes |
| --------- | --------- |
|           |           |

| 3 de junio de 2024 | Alemania | 0:0     | Ucrania | Max-Morlock-Stadion, Núremberg                             |                                                            |
| 20:45 (UTC+2)      |          | Reporte |         | Asistencia: 42 789 espectadores Árbitro(s): Walter Altmann | Asistencia: 42 789 espectadores Árbitro(s): Walter Altmann |

| Uniformes | Uniformes |
| --------- | --------- |
|           |           |

| 07 de junio de 2024 | Alemania                 | 2:1 (0:1) | Grecia         | Borussia Park, Mönchengladbach                                        |                                                                       |
| 20:45 (UTC+2)       | - Havertz 56' - Groß 89' | Reporte   | - Masouras 33' | Asistencia: 45 500 espectadores Árbitro(s): José Luis Munuera Montero | Asistencia: 45 500 espectadores Árbitro(s): José Luis Munuera Montero |

| Uniformes | Uniformes |
| --------- | --------- |
|           |           |

## Plantel

### Lista de convocados
Entrenador:  Julian Nagelsmann
La selección alemana empezó con la convocatoria de sus jugadores el 12 de mayo de 2024, con el anuncio del llamado de Nico Schlotterbeck para la plantilla. El 16 de mayo se anunció una lista preliminar de 27 futbolistas. El 7 de junio, la plantilla final fue dada a conocer, siendo que el portero Alexander Nübel fue el último cortado. Sin embargo, el 12 de junio de 2024, se anunció que Aleksandar Pavlović se perdería la competencia a causa de amigdalitis. Emre Can fue elegido como su sustituto.
| No. | Pos. | Jugador                | Fecha de nacimiento (edad)         | Apa. | Goles | Club                         |
| --- | ---- | ---------------------- | ---------------------------------- | ---- | ----- | ---------------------------- |
| 1   | POR  | Manuel Neuer           | 27 de marzo de 1986 (38 años)      | 119  | 0     | F. C. Bayern Múnich          |
| 2   | DEF  | Antonio Rüdiger        | 3 de marzo de 1993 (31 años)       | 69   | 3     | Real Madrid C. F.            |
| 3   | DEF  | David Raum             | 22 de abril de 1998 (26 años)      | 21   | 0     | R. B. Leipzig                |
| 4   | DEF  | Jonathan Tah           | 11 de febrero de 1996 (28 años)    | 25   | 0     | Bayer 04 Leverkusen          |
| 5   | MED  | Pascal Groß            | 15 de junio de 1991 (32 años)      | 7    | 1     | Brighton & Hove Albion F. C. |
| 6   | DEF  | Joshua Kimmich         | 8 de febrero de 1995 (29 años)     | 86   | 6     | F. C. Bayern Múnich          |
| 7   | DEL  | Kai Havertz            | 11 de junio de 1999 (25 años)      | 46   | 16    | Arsenal F. C.                |
| 8   | MED  | Toni Kroos             | 4 de enero de 1990 (34 años)       | 109  | 17    | Real Madrid C. F.            |
| 9   | DEL  | Niclas Füllkrug        | 9 de febrero de 1993 (31 años)     | 16   | 11    | Borussia Dortmund            |
| 10  | MED  | Jamal Musiala          | 26 de febrero de 2003 (21 años)    | 29   | 2     | F. C. Bayern Múnich          |
| 11  | MED  | Chris Führich          | 9 de enero de 1998 (26 años)       | 4    | 0     | V. f. B. Stuttgart           |
| 12  | POR  | Oliver Baumann         | 2 de junio de 1990 (34 años)       | 0    | 0     | T. S. G. 1899 Hoffenheim     |
| 13  | DEL  | Thomas Müller          | 13 de septiembre de 1989 (34 años) | 129  | 45    | F. C. Bayern Múnich          |
| 14  | DEL  | Maximilian Beier       | 17 de octubre de 2002 (21 años)    | 1    | 0     | T. S. G. 1899 Hoffenheim     |
| 15  | DEF  | Nico Schlotterbeck     | 1 de diciembre de 1999 (24 años)   | 12   | 0     | Borussia Dortmund            |
| 16  | DEF  | Waldemar Anton         | 20 de julio de 1996 (27 años)      | 2    | 0     | V. f. B. Stuttgart           |
| 17  | MED  | Florian Wirtz          | 3 de mayo de 2003 (21 años)        | 18   | 1     | Bayer 04 Leverkusen          |
| 18  | DEF  | Maximilian Mittelstädt | 18 de marzo de 1997 (27 años)      | 4    | 1     | V. f. B. Stuttgart           |
| 19  | MED  | Leroy Sané             | 11 de enero de 1996 (28 años)      | 60   | 13    | F. C. Bayern Múnich          |
| 20  | DEF  | Benjamin Henrichs      | 23 de febrero de 1997 (27 años)    | 15   | 0     | R. B. Leipzig                |
| 21  | MED  | İlkay Gündoğan         | 24 de octubre de 1990 (33 años)    | 77   | 18    | F. C. Barcelona              |
| 22  | POR  | Marc-André ter Stegen  | 30 de abril de 1992 (32 años)      | 40   | 0     | F. C. Barcelona              |
| 23  | MED  | Robert Andrich         | 22 de septiembre de 1994 (29 años) | 5    | 0     | Bayer 04 Leverkusen          |
| 24  | DEF  | Robin Koch             | 17 de julio de 1996 (27 años)      | 9    | 0     | Eintracht Fráncfort          |
| 25  | MED  | Emre Can               | 12 de enero de 1994 (30 años)      | 43   | 1     | Borussia Dortmund            |
| 26  | DEL  | Deniz Undav            | 19 de julio de 1996 (27 años)      | 2    | 0     | V. f. B. Stuttgart           |

## Uniforme

### Oficial
| Opción 1 | Opción 2 | Opción 3 | Opción 4 |

### Alternativo
| Opción 1 | Opción 2 | Opción 3 | Opción 4 |

### Portero
| Opción 1 | Opción 2 | Opción 3 |

### Entrenamiento
|  |

### Cuerpo técnico
|  |

## Torneo
Tras el sorteo celebrado en Hamburgo el 23 de marzo de 2024, Alemania quedó integrada en un Grupo A en el que también estarán Escocia, Hungría y Suiza.

### Partidos
| Fecha       | Ciudad    | Instancia        |          |                     | Resultado             |                      |           |
| ----------- | --------- | ---------------- | -------- | ------------------- | --------------------- | -------------------- | --------- |
| 14 de junio | Múnich    | Fase de grupos   | Alemania | Bandera de Alemania | 5:1 (3:0)             | Bandera de Escocia   | Escocia   |
| 19 de junio | Stuttgart | Fase de grupos   | Alemania | Bandera de Alemania | 2:0 (1:0)             | Bandera de Hungría   | Hungría   |
| 25 de junio | Fráncfort | Fase de grupos   | Suiza    | Bandera de Suiza    | 1:1 (1:0)             | Bandera de Alemania  | Alemania  |
| 29 de junio | Dortmund  | Octavos de final | Alemania | Bandera de Alemania | 2:0 (0:0)             | Bandera de Dinamarca | Dinamarca |
| 5 de julio  | Stuttgart | Cuartos de final | España   | Bandera de España   | 2:1 (1:1, 0:0) (t.s.) | Bandera de Alemania  | Alemania  |

### Primera fase
| Selección | Pts | PJ | PG | PE | PP | GF | GC | Dif |
| --------- | --- | -- | -- | -- | -- | -- | -- | --- |
| Alemania  | 7   | 3  | 2  | 1  | 0  | 8  | 2  | 6   |
| Suiza     | 5   | 3  | 1  | 2  | 0  | 5  | 3  | 2   |
| Hungría   | 3   | 3  | 1  | 0  | 2  | 2  | 5  | –3  |
| Escocia   | 1   | 3  | 0  | 1  | 2  | 2  | 7  | –5  |

|  | Clasificados a los Octavos de final. |

#### Alemania vs. Escocia
| 14 de junio de 2024, 21:00                                                                                      | Alemania                                                                    | 5:1 (3:0) | Escocia            | Fußball Arena München, Múnich                                                  |                                                                                |
| | - Wirtz 10' - Musiala 19' - Havertz 45+1' (pen.) - Füllkrug 68' - Can 90+3' | Reporte   | Rüdiger 87' (a.g.) | Asistencia: 65 062 espectadores Árbitro(s): Clément Turpin VAR: Jérôme Brisard | Asistencia: 65 062 espectadores Árbitro(s): Clément Turpin VAR: Jérôme Brisard |
| Primera vez en la historia de la Eurocopa en que un equipo gana el partido inaugural por 4 goles de diferencia. |                                                                             |           |                    |                                                                                |                                                                                |

| 1          | Guardameta     | Manuel Neuer           |     |
| 6          | Defensa        | Joshua Kimmich         |     |
| 2          | Defensa        | Antonio Rüdiger        |     |
| 4          | Defensa        | Jonathan Tah           |     |
| 18         | Defensa        | Maximilian Mittelstädt |     |
| 23         | Centrocampista | Robert Andrich         | 46' |
| 8          | Centrocampista | Toni Kroos             | 80' |
| 10         | Centrocampista | Jamal Musiala          | 74' |
| 21         | Centrocampista | İlkay Gündoğan         |     |
| 17         | Centrocampista | Florian Wirtz          | 63' |
| 7          | Delantero      | Kai Havertz            | 63' |
| Entrenador | Entrenador     | Julian Nagelsmann      |     |

| 1          | Guardameta     | Angus Gunn       |     |
| 13         | Defensa        | Jack Hendry      |     |
| 15         | Defensa        | Ryan Porteous    |     |
| 6          | Defensa        | Kieran Tierney   | 77' |
| 2          | Centrocampista | Anthony Ralston  |     |
| 4          | Centrocampista | Scott McTominay  |     |
| 8          | Centrocampista | Alphonso Davies  | 67' |
| 3          | Centrocampista | Andrew Robertson |     |
| 7          | Delantero      | John McGinn      | 67' |
| 10         | Delantero      | Ché Adams        | 46' |
| 11         | Delantero      | Ryan Christie    | 82' |
| Entrenador | Entrenador     | Steve Clarke     |     |

| 5  | Centrocampista | Pascal Groß     | 46' |
| 19 | Centrocampista | Leroy Sané      | 63' |
| 9  | Delantero      | Niclas Füllkrug | 63' |
| 13 | Delantero      | Thomas Müller   | 74' |
| 25 | Centrocampista | Emre Can        | 80' |

| 5  | Defensa        | Grant Hanley       | 46' |
| 14 | Centrocampista | Billy Gilmour      | 67' |
| 23 | Centrocampista | Kenny McLean       | 67' |
| 26 | Defensa        | Scott McKenna      | 77' |
| 9  | Delantero      | Lawrence Shankland | 82' |

| Anotado         | 10'   | Florian Wirtz   | 1:0 |
| Anotado         | 19'   | Jamal Musiala   | 2:0 |
| Anotado · Penal | 45+1' | Kai Havertz     | 3:0 |
| Anotado         | 68'   | Niclas Füllkrug | 4:0 |
| Anotado         | 90+3' | Emre Can        | 5:1 |

| Anotado · Autogol | 87' | Antonio Rüdiger | 4:1 |

| Amonestado | 31' | Robert Andrich |
| Amonestado | 62' | Jonathan Tah   |

| Amonestado | 48' | Anthony Ralston |

| Expulsado | 44' | Ryan Porteous |

| Árbitro                                            | Clément Turpin      |
| Árbitros asistentes                                | Nicolas Danos       |
| Árbitros asistentes                                | Benjamin Pagès      |
| Cuarto árbitro                                     | François Letexier   |
| Quinto árbitro                                     | Cyril Mugnier       |
| Árbitro asistente de video                         | Jérôme Brisard      |
| Árbitros asistentes del árbitro asistente de video | Willy Delajod       |
| Árbitros asistentes del árbitro asistente de video | Massimiliano Irrati |

| 1          | Guardameta     | Manuel Neuer           |     |
| 6          | Defensa        | Joshua Kimmich         |     |
| 2          | Defensa        | Antonio Rüdiger        |     |
| 4          | Defensa        | Jonathan Tah           |     |
| 18         | Defensa        | Maximilian Mittelstädt |     |
| 23         | Centrocampista | Robert Andrich         | 46' |
| 8          | Centrocampista | Toni Kroos             | 80' |
| 10         | Centrocampista | Jamal Musiala          | 74' |
| 21         | Centrocampista | İlkay Gündoğan         |     |
| 17         | Centrocampista | Florian Wirtz          | 63' |
| 7          | Delantero      | Kai Havertz            | 63' |
| Entrenador | Entrenador     | Julian Nagelsmann      |     |

| 1          | Guardameta     | Angus Gunn       |     |
| 13         | Defensa        | Jack Hendry      |     |
| 15         | Defensa        | Ryan Porteous    |     |
| 6          | Defensa        | Kieran Tierney   | 77' |
| 2          | Centrocampista | Anthony Ralston  |     |
| 4          | Centrocampista | Scott McTominay  |     |
| 8          | Centrocampista | Alphonso Davies  | 67' |
| 3          | Centrocampista | Andrew Robertson |     |
| 7          | Delantero      | John McGinn      | 67' |
| 10         | Delantero      | Ché Adams        | 46' |
| 11         | Delantero      | Ryan Christie    | 82' |
| Entrenador | Entrenador     | Steve Clarke     |     |

| 5  | Centrocampista | Pascal Groß     | 46' |
| 19 | Centrocampista | Leroy Sané      | 63' |
| 9  | Delantero      | Niclas Füllkrug | 63' |
| 13 | Delantero      | Thomas Müller   | 74' |
| 25 | Centrocampista | Emre Can        | 80' |

| 5  | Defensa        | Grant Hanley       | 46' |
| 14 | Centrocampista | Billy Gilmour      | 67' |
| 23 | Centrocampista | Kenny McLean       | 67' |
| 26 | Defensa        | Scott McKenna      | 77' |
| 9  | Delantero      | Lawrence Shankland | 82' |

| Anotado         | 10'   | Florian Wirtz   | 1:0 |
| Anotado         | 19'   | Jamal Musiala   | 2:0 |
| Anotado · Penal | 45+1' | Kai Havertz     | 3:0 |
| Anotado         | 68'   | Niclas Füllkrug | 4:0 |
| Anotado         | 90+3' | Emre Can        | 5:1 |

| Anotado · Autogol | 87' | Antonio Rüdiger | 4:1 |

| Amonestado | 31' | Robert Andrich |
| Amonestado | 62' | Jonathan Tah   |

| Amonestado | 48' | Anthony Ralston |

| Expulsado | 44' | Ryan Porteous |

| Árbitro                                            | Clément Turpin      |
| Árbitros asistentes                                | Nicolas Danos       |
| Árbitros asistentes                                | Benjamin Pagès      |
| Cuarto árbitro                                     | François Letexier   |
| Quinto árbitro                                     | Cyril Mugnier       |
| Árbitro asistente de video                         | Jérôme Brisard      |
| Árbitros asistentes del árbitro asistente de video | Willy Delajod       |
| Árbitros asistentes del árbitro asistente de video | Massimiliano Irrati |

| Estadísticas      | Bandera de Alemania | Bandera de Escocia |
| Tiros             | 20                  | 1                  |
| Tiros a puerta    | 10                  | 0                  |
| Faltas            | 15                  | 9                  |
| Saques de esquina | 5                   | 0                  |
| Penaltis          | 1                   | 0                  |
| Fueras de juego   | 4                   | 0                  |
| Posesión de balón | 73%                 | 27%                |

#### Alemania vs. Hungría
| 19 de junio de 2024, 18:00 | Alemania                     | 2:0 (1:0) | Hungría | Stuttgart Arena, Stuttgart                                                    |                                                                               |
|                            | - Musiala 22' - Gündoğan 67' | Reporte   |         | Asistencia: 54 000 espectadores Árbitro(s): Danny Makkelie VAR: Rob Dieperink | Asistencia: 54 000 espectadores Árbitro(s): Danny Makkelie VAR: Rob Dieperink |

| 1          | Guardameta     | Manuel Neuer           |     |
| 6          | Defensa        | Joshua Kimmich         |     |
| 2          | Defensa        | Antonio Rüdiger        |     |
| 4          | Defensa        | Jonathan Tah           |     |
| 18         | Defensa        | Maximilian Mittelstädt |     |
| 23         | Centrocampista | Robert Andrich         | 73' |
| 8          | Centrocampista | Toni Kroos             |     |
| 10         | Centrocampista | Jamal Musiala          | 73' |
| 21         | Centrocampista | İlkay Gündoğan         | 84' |
| 17         | Centrocampista | Florian Wirtz          | 58' |
| 7          | Delantero      | Kai Havertz            | 58' |
| Entrenador | Entrenador     | Julian Nagelsmann      |     |

| 1          | Guardameta     | Péter Gulácsi      |     |
| 5          | Defensa        | Attila Fiola       |     |
| 6          | Defensa        | Willi Orbán        |     |
| 24         | Defensa        | Márton Dárdai      |     |
| 14         | Centrocampista | Bendegúz Bolla     | 75' |
| 8          | Centrocampista | Ádám Nagy          | 64' |
| 13         | Centrocampista | András Schäfer     |     |
| 11         | Centrocampista | Milos Kerkez       | 75' |
| 20         | Centrocampista | Roland Sallai      | 87' |
| 19         | Centrocampista | Barnabás Varga     | 87' |
| 10         | Delantero      | Dominik Szoboszlai |     |
| Entrenador | Entrenador     | Marco Rossi        |     |

| 19 | Centrocampista | Leroy Sané      | 58' |
| 9  | Delantero      | Niclas Füllkrug | 58' |
| 11 | Centrocampista | Chris Führich   | 72' |
| 25 | Centrocampista | Emre Can        | 72' |
| 26 | Delantero      | Deniz Undav     | 84' |

| 15 | Centrocampista | László Kleinheisler | 64' |
| 18 | Defensa        | Zsolt Nagy          | 75' |
| 9  | Delantero      | Martin Ádám         | 75' |
| 16 | Centrocampista | Dániel Gazdag       | 87' |
| 23 | Delantero      | Kevin Csoboth       | 87' |

| Anotado | 22' | Jamal Musiala  | 1:0 |
| Anotado | 67' | İlkay Gündoğan | 2:0 |

| Amonestado | 27' | Antonio Rüdiger        |
| Amonestado | 89' | Maximilian Mittelstädt |

| Amonestado | 22'   | Barnabás Varga     |
| Amonestado | 45+1' | Cosimo Inguscio    |
| Amonestado | 90+3' | Dominik Szoboszlai |
| Amonestado | 90+3' | Marco Rossi        |

| Árbitro                                            | Danny Makkelie   |
| Árbitros asistentes                                | Hessel Steegstra |
| Árbitros asistentes                                | Jan de Vries     |
| Cuarto árbitro                                     | Serdar Gözübüyük |
| Quinto árbitro                                     | Johan Balder     |
| Árbitro asistente de video                         | Rob Dieperink    |
| Árbitros asistentes del árbitro asistente de video | Pol van Boekel   |
| Árbitros asistentes del árbitro asistente de video | Stuart Attwell   |

| 1          | Guardameta     | Manuel Neuer           |     |
| 6          | Defensa        | Joshua Kimmich         |     |
| 2          | Defensa        | Antonio Rüdiger        |     |
| 4          | Defensa        | Jonathan Tah           |     |
| 18         | Defensa        | Maximilian Mittelstädt |     |
| 23         | Centrocampista | Robert Andrich         | 73' |
| 8          | Centrocampista | Toni Kroos             |     |
| 10         | Centrocampista | Jamal Musiala          | 73' |
| 21         | Centrocampista | İlkay Gündoğan         | 84' |
| 17         | Centrocampista | Florian Wirtz          | 58' |
| 7          | Delantero      | Kai Havertz            | 58' |
| Entrenador | Entrenador     | Julian Nagelsmann      |     |

| 1          | Guardameta     | Péter Gulácsi      |     |
| 5          | Defensa        | Attila Fiola       |     |
| 6          | Defensa        | Willi Orbán        |     |
| 24         | Defensa        | Márton Dárdai      |     |
| 14         | Centrocampista | Bendegúz Bolla     | 75' |
| 8          | Centrocampista | Ádám Nagy          | 64' |
| 13         | Centrocampista | András Schäfer     |     |
| 11         | Centrocampista | Milos Kerkez       | 75' |
| 20         | Centrocampista | Roland Sallai      | 87' |
| 19         | Centrocampista | Barnabás Varga     | 87' |
| 10         | Delantero      | Dominik Szoboszlai |     |
| Entrenador | Entrenador     | Marco Rossi        |     |

| 19 | Centrocampista | Leroy Sané      | 58' |
| 9  | Delantero      | Niclas Füllkrug | 58' |
| 11 | Centrocampista | Chris Führich   | 72' |
| 25 | Centrocampista | Emre Can        | 72' |
| 26 | Delantero      | Deniz Undav     | 84' |

| 15 | Centrocampista | László Kleinheisler | 64' |
| 18 | Defensa        | Zsolt Nagy          | 75' |
| 9  | Delantero      | Martin Ádám         | 75' |
| 16 | Centrocampista | Dániel Gazdag       | 87' |
| 23 | Delantero      | Kevin Csoboth       | 87' |

| Anotado | 22' | Jamal Musiala  | 1:0 |
| Anotado | 67' | İlkay Gündoğan | 2:0 |

| Amonestado | 27' | Antonio Rüdiger        |
| Amonestado | 89' | Maximilian Mittelstädt |

| Amonestado | 22'   | Barnabás Varga     |
| Amonestado | 45+1' | Cosimo Inguscio    |
| Amonestado | 90+3' | Dominik Szoboszlai |
| Amonestado | 90+3' | Marco Rossi        |

| Árbitro                                            | Danny Makkelie   |
| Árbitros asistentes                                | Hessel Steegstra |
| Árbitros asistentes                                | Jan de Vries     |
| Cuarto árbitro                                     | Serdar Gözübüyük |
| Quinto árbitro                                     | Johan Balder     |
| Árbitro asistente de video                         | Rob Dieperink    |
| Árbitros asistentes del árbitro asistente de video | Pol van Boekel   |
| Árbitros asistentes del árbitro asistente de video | Stuart Attwell   |

| Estadísticas      | Bandera de Alemania | Bandera de Hungría |
| Tiros             | 19                  | 10                 |
| Tiros a puerta    | 6                   | 3                  |
| Faltas            | 12                  | 10                 |
| Saques de esquina | 11                  | 7                  |
| Penaltis          | 0                   | 0                  |
| Fueras de juego   | 0                   | 1                  |
| Posesión de balón | 63%                 | 37%                |

#### Suiza vs. Alemania
| 23 de junio de 2024, 21:00 | Suiza     | 1:1 (1:0) | Alemania       | Frankfurt Arena, Fráncfort                                                          |                                                                                     |
| | Ndoye 28' | Reporte   | Füllkrug 90+2' | Asistencia: 46 685 espectadores Árbitro(s): Daniele Orsato VAR: Massimiliano Irrati | Asistencia: 46 685 espectadores Árbitro(s): Daniele Orsato VAR: Massimiliano Irrati |
| Manuel Neuer alineó por 18.ª ocasión en un partido de Eurocopa y se convirtió en el guardameta con más presencias en toda la historia de la Eurocopa, superando a Gianluigi Buffon que tenía 17. |           |           |                |                                                                                     |                                                                                     |

| 1          | Guardameta     | Yann Sommer       |     |
| 22         | Defensa        | Fabian Schär      |     |
| 5          | Defensa        | Manuel Akanji     |     |
| 13         | Defensa        | Ricardo Rodríguez |     |
| 3          | Centrocampista | Silvan Widmer     |     |
| 8          | Centrocampista | Remo Freuler      |     |
| 10         | Centrocampista | Granit Xhaka      |     |
| 20         | Centrocampista | Michel Aebischer  |     |
| 19         | Centrocampista | Dan Ndoye         | 65' |
| 26         | Centrocampista | Fabian Rieder     | 65' |
| 7          | Delantero      | Breel Embolo      | 65' |
| Entrenador | Entrenador     | Murat Yakin       |     |

| 1          | Guardameta     | Manuel Neuer           |     |
| 6          | Defensa        | Joshua Kimmich         |     |
| 2          | Defensa        | Antonio Rüdiger        |     |
| 4          | Defensa        | Jonathan Tah           | 61' |
| 18         | Defensa        | Maximilian Mittelstädt | 61' |
| 23         | Centrocampista | Robert Andrich         | 65' |
| 8          | Centrocampista | Toni Kroos             |     |
| 10         | Centrocampista | Jamal Musiala          | 76' |
| 21         | Centrocampista | İlkay Gündoğan         |     |
| 17         | Centrocampista | Florian Wirtz          | 76' |
| 7          | Delantero      | Kai Havertz            |     |
| Entrenador | Entrenador     | Julian Nagelsmann      |     |

| 17 | Delantero | Ruben Vargas | 65' |
| 18 | Delantero | Kwadwo Duah  | 65' |
| 25 | Delantero | Zeki Amdouni | 65' |

| 3  | Defensa        | David Raum         | 61' |
| 15 | Defensa        | Nico Schlotterbeck | 61' |
| 14 | Delantero      | Maximilian Beier   | 65' |
| 19 | Centrocampista | Leroy Sané         | 76' |
| 9  | Delantero      | Niclas Füllkrug    | 76' |

| Anotado | 28' | Dan Ndoye | 1:0 |

| Anotado | 90+2' | Niclas Füllkrug | 1:1 |

| Amonestado | 25' | Dan Ndoye     |
| Amonestado | 66' | Granit Xhaka  |
| Amonestado | 81' | Silvan Widmer |

| Amonestado | 38' | Jonathan Tah |

| Árbitro                                            | Daniele Orsato        |
| Árbitros asistentes                                | Ciro Carbone          |
| Árbitros asistentes                                | Alessandro Giallatini |
| Cuarto árbitro                                     | Marco Guida           |
| Quinto árbitro                                     | Filippo Meli          |
| Árbitro asistente de video                         | Massimiliano Irrati   |
| Árbitros asistentes del árbitro asistente de video | Paolo Valeri          |
| Árbitros asistentes del árbitro asistente de video | Cătălin Popa          |

| 1          | Guardameta     | Yann Sommer       |     |
| 22         | Defensa        | Fabian Schär      |     |
| 5          | Defensa        | Manuel Akanji     |     |
| 13         | Defensa        | Ricardo Rodríguez |     |
| 3          | Centrocampista | Silvan Widmer     |     |
| 8          | Centrocampista | Remo Freuler      |     |
| 10         | Centrocampista | Granit Xhaka      |     |
| 20         | Centrocampista | Michel Aebischer  |     |
| 19         | Centrocampista | Dan Ndoye         | 65' |
| 26         | Centrocampista | Fabian Rieder     | 65' |
| 7          | Delantero      | Breel Embolo      | 65' |
| Entrenador | Entrenador     | Murat Yakin       |     |

| 1          | Guardameta     | Manuel Neuer           |     |
| 6          | Defensa        | Joshua Kimmich         |     |
| 2          | Defensa        | Antonio Rüdiger        |     |
| 4          | Defensa        | Jonathan Tah           | 61' |
| 18         | Defensa        | Maximilian Mittelstädt | 61' |
| 23         | Centrocampista | Robert Andrich         | 65' |
| 8          | Centrocampista | Toni Kroos             |     |
| 10         | Centrocampista | Jamal Musiala          | 76' |
| 21         | Centrocampista | İlkay Gündoğan         |     |
| 17         | Centrocampista | Florian Wirtz          | 76' |
| 7          | Delantero      | Kai Havertz            |     |
| Entrenador | Entrenador     | Julian Nagelsmann      |     |

| 17 | Delantero | Ruben Vargas | 65' |
| 18 | Delantero | Kwadwo Duah  | 65' |
| 25 | Delantero | Zeki Amdouni | 65' |

| 3  | Defensa        | David Raum         | 61' |
| 15 | Defensa        | Nico Schlotterbeck | 61' |
| 14 | Delantero      | Maximilian Beier   | 65' |
| 19 | Centrocampista | Leroy Sané         | 76' |
| 9  | Delantero      | Niclas Füllkrug    | 76' |

| Anotado | 28' | Dan Ndoye | 1:0 |

| Anotado | 90+2' | Niclas Füllkrug | 1:1 |

| Amonestado | 25' | Dan Ndoye     |
| Amonestado | 66' | Granit Xhaka  |
| Amonestado | 81' | Silvan Widmer |

| Amonestado | 38' | Jonathan Tah |

| Árbitro                                            | Daniele Orsato        |
| Árbitros asistentes                                | Ciro Carbone          |
| Árbitros asistentes                                | Alessandro Giallatini |
| Cuarto árbitro                                     | Marco Guida           |
| Quinto árbitro                                     | Filippo Meli          |
| Árbitro asistente de video                         | Massimiliano Irrati   |
| Árbitros asistentes del árbitro asistente de video | Paolo Valeri          |
| Árbitros asistentes del árbitro asistente de video | Cătălin Popa          |

| Estadísticas      | Bandera de Suiza | Bandera de Alemania |
| Tiros             | 4                | 18                  |
| Tiros a puerta    | 3                | 3                   |
| Faltas            | 14               | 12                  |
| Saques de esquina | 2                | 9                   |
| Penaltis          | 0                | 0                   |
| Fueras de juego   | 2                | 2                   |
| Posesión de balón | 38%              | 62%                 |

### Alemania vs. Dinamarca
| 29 de junio de 2024, 21:00                                                                             | Alemania                           | 2:0 (0:0) | Dinamarca | BVB Stadion Dortmund, Dortmund                                                 |                                                                                |
| | - Havertz 53' (pen.) - Musiala 68' | Reporte   |           | Asistencia: 61 612 espectadores Árbitro(s): Michael Oliver VAR: Stuart Attwell | Asistencia: 61 612 espectadores Árbitro(s): Michael Oliver VAR: Stuart Attwell |
| • El encuentro fue suspendido por climatología adversa en el minuto 34 y reanudado 25 minutos después. |                                    |           |           |                                                                                |                                                                                |

| 1          | Guardameta     | Manuel Neuer       |     |
| 6          | Defensa        | Joshua Kimmich     |     |
| 2          | Defensa        | Antonio Rüdiger    |     |
| 15         | Defensa        | Nico Schlotterbeck |     |
| 3          | Defensa        | David Raum         | 81' |
| 23         | Centrocampista | Robert Andrich     | 64' |
| 8          | Centrocampista | Toni Kroos         |     |
| 19         | Centrocampista | Leroy Sané         | 88' |
| 21         | Centrocampista | İlkay Gündoğan     | 64' |
| 10         | Centrocampista | Jamal Musiala      | 81' |
| 7          | Delantero      | Kai Havertz        |     |
| Entrenador | Entrenador     | Julian Nagelsmann  |     |

| 1          | Guardameta     | Kasper Schmeichel     |     |
| 2          | Defensa        | Joachim Andersen      |     |
| 3          | Defensa        | Jannik Vestergaard    |     |
| 6          | Defensa        | Andreas Christensen   | 81' |
| 18         | Centrocampista | Alexander Bah         | 81' |
| 8          | Centrocampista | Thomas Delaney        | 69' |
| 23         | Centrocampista | Pierre-Emile Højbjerg |     |
| 5          | Centrocampista | Joakim Mæhle          |     |
| 11         | Centrocampista | Andreas Skov Olsen    | 69' |
| 10         | Centrocampista | Christian Eriksen     |     |
| 9          | Delantero      | Rasmus Højlund        | 81' |
| Entrenador | Entrenador     | Kasper Hjulmand       |     |

| 23 | Centrocampista | Emre Can          | 64' |
| 9  | Delantero      | Niclas Füllkrug   | 64' |
| 20 | Defensa        | Benjamin Henrichs | 81' |
| 17 | Centrocampista | Florian Wirtz     | 81' |
| 16 | Defensa        | Waldemar Anton    | 88' |

| 15 | Centrocampista | Christian Nørgaard | 69' |
| 20 | Delantero      | Yussuf Poulsen     | 69' |
| 17 | Defensa        | Victor Kristiansen | 81' |
| 19 | Delantero      | Jonas Wind         | 81' |
| 26 | Delantero      | Jacob Bruun Larsen | 81' |

| Anotado · Penal | 53' | Kai Havertz   | 1:0 |
| Anotado         | 68' | Jamal Musiala | 2:0 |

| Amonestado | 59' | Robert Andrich |

| Amonestado | 41' | Kasper Hjulmand  |
| Amonestado | 57' | Joachim Andersen |
| Amonestado | 60' | Joakim Mæhle     |

| Árbitro                                            | Michael Oliver       |
| Árbitros asistentes                                | Stuart Burt          |
| Árbitros asistentes                                | Dan Cook             |
| Cuarto árbitro                                     | Irfan Peljto         |
| Quinto árbitro                                     | Senad Ibrišimbegović |
| Árbitro asistente de video                         | Stuart Attwell       |
| Árbitros asistentes del árbitro asistente de video | David Coote          |
| Árbitros asistentes del árbitro asistente de video | Massimiliano Irrati  |

| 1          | Guardameta     | Manuel Neuer       |     |
| 6          | Defensa        | Joshua Kimmich     |     |
| 2          | Defensa        | Antonio Rüdiger    |     |
| 15         | Defensa        | Nico Schlotterbeck |     |
| 3          | Defensa        | David Raum         | 81' |
| 23         | Centrocampista | Robert Andrich     | 64' |
| 8          | Centrocampista | Toni Kroos         |     |
| 19         | Centrocampista | Leroy Sané         | 88' |
| 21         | Centrocampista | İlkay Gündoğan     | 64' |
| 10         | Centrocampista | Jamal Musiala      | 81' |
| 7          | Delantero      | Kai Havertz        |     |
| Entrenador | Entrenador     | Julian Nagelsmann  |     |

| 1          | Guardameta     | Kasper Schmeichel     |     |
| 2          | Defensa        | Joachim Andersen      |     |
| 3          | Defensa        | Jannik Vestergaard    |     |
| 6          | Defensa        | Andreas Christensen   | 81' |
| 18         | Centrocampista | Alexander Bah         | 81' |
| 8          | Centrocampista | Thomas Delaney        | 69' |
| 23         | Centrocampista | Pierre-Emile Højbjerg |     |
| 5          | Centrocampista | Joakim Mæhle          |     |
| 11         | Centrocampista | Andreas Skov Olsen    | 69' |
| 10         | Centrocampista | Christian Eriksen     |     |
| 9          | Delantero      | Rasmus Højlund        | 81' |
| Entrenador | Entrenador     | Kasper Hjulmand       |     |

| 23 | Centrocampista | Emre Can          | 64' |
| 9  | Delantero      | Niclas Füllkrug   | 64' |
| 20 | Defensa        | Benjamin Henrichs | 81' |
| 17 | Centrocampista | Florian Wirtz     | 81' |
| 16 | Defensa        | Waldemar Anton    | 88' |

| 15 | Centrocampista | Christian Nørgaard | 69' |
| 20 | Delantero      | Yussuf Poulsen     | 69' |
| 17 | Defensa        | Victor Kristiansen | 81' |
| 19 | Delantero      | Jonas Wind         | 81' |
| 26 | Delantero      | Jacob Bruun Larsen | 81' |

| Anotado · Penal | 53' | Kai Havertz   | 1:0 |
| Anotado         | 68' | Jamal Musiala | 2:0 |

| Amonestado | 59' | Robert Andrich |

| Amonestado | 41' | Kasper Hjulmand  |
| Amonestado | 57' | Joachim Andersen |
| Amonestado | 60' | Joakim Mæhle     |

| Árbitro                                            | Michael Oliver       |
| Árbitros asistentes                                | Stuart Burt          |
| Árbitros asistentes                                | Dan Cook             |
| Cuarto árbitro                                     | Irfan Peljto         |
| Quinto árbitro                                     | Senad Ibrišimbegović |
| Árbitro asistente de video                         | Stuart Attwell       |
| Árbitros asistentes del árbitro asistente de video | David Coote          |
| Árbitros asistentes del árbitro asistente de video | Massimiliano Irrati  |

| Estadísticas      | Bandera de Alemania | Bandera de Dinamarca |
| Tiros             | 14                  | 10                   |
| Tiros a puerta    | 9                   | 2                    |
| Faltas            | 7                   | 15                   |
| Saques de esquina | 6                   | 6                    |
| Penaltis          | 1                   | 0                    |
| Fueras de juego   | 4                   | 3                    |
| Posesión de balón | 55%                 | 45%                  |

### España vs. Alemania
| 5 de julio de 2024, 18:00                                                                                                 | España                   | 2:1 (1:1, 0:0) (t. s.) | Alemania    | Stuttgart Arena, Stuttgart                                                     |                                                                                |
| | - Olmo 51' - Merino 119' | Reporte                | - Wirtz 89' | Asistencia: 54 000 espectadores Árbitro(s): Anthony Taylor VAR: Stuart Attwell | Asistencia: 54 000 espectadores Árbitro(s): Anthony Taylor VAR: Stuart Attwell |
| España gana por primera vez en la historia a un anfitrión de un gran torneo de selecciones, ya sea de Eurocopa o Mundial. |                          |                        |             |                                                                                |                                                                                |

| 23         | Guardameta     | Unai Simón        |      |
| 2          | Defensa        | Dani Carvajal     |      |
| 3          | Defensa        | Robin Le Normand  | 46'  |
| 14         | Defensa        | Aymeric Laporte   |      |
| 24         | Defensa        | Marc Cucurella    |      |
| 16         | Centrocampista | Rodri Hernández   |      |
| 8          | Centrocampista | Fabián Ruiz       | 102' |
| 19         | Centrocampista | Lamine Yamal      | 63'  |
| 20         | Centrocampista | Pedri             | 8'   |
| 17         | Centrocampista | Lamine Yamal      | 80'  |
| 7          | Delantero      | Álvaro Morata     | 80'  |
| Entrenador | Entrenador     | Luis de la Fuente |      |

| 1          | Guardameta     | Manuel Neuer      |     |
| 6          | Defensa        | Joshua Kimmich    |     |
| 2          | Defensa        | Antonio Rüdiger   |     |
| 4          | Defensa        | Jonathan Tah      | 80' |
| 3          | Defensa        | David Raum        | 57' |
| 25         | Centrocampista | Emre Can          | 46' |
| 8          | Centrocampista | Toni Kroos        |     |
| 10         | Centrocampista | Jamal Musiala     |     |
| 21         | Centrocampista | İlkay Gündoğan    | 57' |
| 19         | Centrocampista | Leroy Sané        | 46' |
| 7          | Delantero      | Kai Havertz       | 91' |
| Entrenador | Entrenador     | Julian Nagelsmann |     |

| 10 | Centrocampista | Dani Olmo       | 8'   |
| 4  | Delantero      | Nacho Fernández | 46'  |
| 11 | Delantero      | Ferran Torres   | 63'  |
| 6  | Centrocampista | Mikel Merino    | 80'  |
| 21 | Centrocampista | Mikel Oyarzabal | 80'  |
| 9  | Delantero      | Joselu          | 102' |

| 23 | Centrocampista | Robert Andrich         | 46' |
| 17 | Centrocampista | Florian Wirtz          | 46' |
| 18 | Defensa        | Maximilian Mittelstädt | 57' |
| 9  | Delantero      | Niclas Füllkrug        | 57' |
| 13 | Centrocampista | Thomas Müller          | 80' |
| 16 | Defensa        | Waldemar Anton         | 91' |

| Anotado | 51'  | Dani Olmo    | 1:0 |
| Anotado | 119' | Mikel Merino | 2:1 |

| Anotado | 89' | Florian Wirtz | 1:1 |

| Amonestado | 29'  | Robin Le Normand |
| Amonestado | 74'  | Ferran Torres    |
| Amonestado | 82'  | Unai Simón       |
| Amonestado | 100' | Dani Carvajal    |
| Amonestado | 110' | Rodri Hernández  |
| Amonestado | 120' | Fabián Ruiz      |

| Amonestado | 13'  | Antonio Rüdiger        |
| Amonestado | 28'  | David Raum             |
| Amonestado | 56'  | Robert Andrich         |
| Amonestado | 67'  | Toni Kroos             |
| Amonestado | 73'  | Maximilian Mittelstädt |
| Amonestado | 89'  | Nico Schlotterbeck     |
| Amonestado | 94'  | Florian Wirtz          |
| Amonestado | 113' | Deniz Undav            |

| Otorgado · Expulsado | 120+5' | Dani Carvajal |

| Árbitro                                            | Anthony Taylor      |
| Árbitros asistentes                                | Gary Beswick        |
| Árbitros asistentes                                | Adam Nunn           |
| Cuarto árbitro                                     | Ivan Kružliak       |
| Quinto árbitro                                     | Jan Pozor           |
| Árbitro asistente de video                         | Stuart Attwell      |
| Árbitros asistentes del árbitro asistente de video | Bartosz Frankowski  |
| Árbitros asistentes del árbitro asistente de video | Massimiliano Irrati |

| 23         | Guardameta     | Unai Simón        |      |
| 2          | Defensa        | Dani Carvajal     |      |
| 3          | Defensa        | Robin Le Normand  | 46'  |
| 14         | Defensa        | Aymeric Laporte   |      |
| 24         | Defensa        | Marc Cucurella    |      |
| 16         | Centrocampista | Rodri Hernández   |      |
| 8          | Centrocampista | Fabián Ruiz       | 102' |
| 19         | Centrocampista | Lamine Yamal      | 63'  |
| 20         | Centrocampista | Pedri             | 8'   |
| 17         | Centrocampista | Lamine Yamal      | 80'  |
| 7          | Delantero      | Álvaro Morata     | 80'  |
| Entrenador | Entrenador     | Luis de la Fuente |      |

| 1          | Guardameta     | Manuel Neuer      |     |
| 6          | Defensa        | Joshua Kimmich    |     |
| 2          | Defensa        | Antonio Rüdiger   |     |
| 4          | Defensa        | Jonathan Tah      | 80' |
| 3          | Defensa        | David Raum        | 57' |
| 25         | Centrocampista | Emre Can          | 46' |
| 8          | Centrocampista | Toni Kroos        |     |
| 10         | Centrocampista | Jamal Musiala     |     |
| 21         | Centrocampista | İlkay Gündoğan    | 57' |
| 19         | Centrocampista | Leroy Sané        | 46' |
| 7          | Delantero      | Kai Havertz       | 91' |
| Entrenador | Entrenador     | Julian Nagelsmann |     |

| 10 | Centrocampista | Dani Olmo       | 8'   |
| 4  | Delantero      | Nacho Fernández | 46'  |
| 11 | Delantero      | Ferran Torres   | 63'  |
| 6  | Centrocampista | Mikel Merino    | 80'  |
| 21 | Centrocampista | Mikel Oyarzabal | 80'  |
| 9  | Delantero      | Joselu          | 102' |

| 23 | Centrocampista | Robert Andrich         | 46' |
| 17 | Centrocampista | Florian Wirtz          | 46' |
| 18 | Defensa        | Maximilian Mittelstädt | 57' |
| 9  | Delantero      | Niclas Füllkrug        | 57' |
| 13 | Centrocampista | Thomas Müller          | 80' |
| 16 | Defensa        | Waldemar Anton         | 91' |

| Anotado | 51'  | Dani Olmo    | 1:0 |
| Anotado | 119' | Mikel Merino | 2:1 |

| Anotado | 89' | Florian Wirtz | 1:1 |

| Amonestado | 29'  | Robin Le Normand |
| Amonestado | 74'  | Ferran Torres    |
| Amonestado | 82'  | Unai Simón       |
| Amonestado | 100' | Dani Carvajal    |
| Amonestado | 110' | Rodri Hernández  |
| Amonestado | 120' | Fabián Ruiz      |

| Amonestado | 13'  | Antonio Rüdiger        |
| Amonestado | 28'  | David Raum             |
| Amonestado | 56'  | Robert Andrich         |
| Amonestado | 67'  | Toni Kroos             |
| Amonestado | 73'  | Maximilian Mittelstädt |
| Amonestado | 89'  | Nico Schlotterbeck     |
| Amonestado | 94'  | Florian Wirtz          |
| Amonestado | 113' | Deniz Undav            |

| Otorgado · Expulsado | 120+5' | Dani Carvajal |

| Árbitro                                            | Anthony Taylor      |
| Árbitros asistentes                                | Gary Beswick        |
| Árbitros asistentes                                | Adam Nunn           |
| Cuarto árbitro                                     | Ivan Kružliak       |
| Quinto árbitro                                     | Jan Pozor           |
| Árbitro asistente de video                         | Stuart Attwell      |
| Árbitros asistentes del árbitro asistente de video | Bartosz Frankowski  |
| Árbitros asistentes del árbitro asistente de video | Massimiliano Irrati |

| Estadísticas      | Bandera de España | Bandera de Alemania |
| Tiros             | 18                | 23                  |
| Tiros a puerta    | 6                 | 5                   |
| Faltas            | 17                | 22                  |
| Saques de esquina | 1                 | 5                   |
| Penaltis          | 0                 | 0                   |
| Fueras de juego   | 3                 | 2                   |
| Posesión de balón | 52%               | 48%                 |